# Szentkatolnai Bálint Gábor
Szentkatolnai Bálint Gábor (Szentkatolna, 1844. március 13. – Temesvár, 1913. május 26.) eszperantista, magyar nyelvész, az eszperantó nyelv első magyarországi képviselője. Testvére, Bálint Benedek fametsző, grafikus, iparművész.

## Élete, munkássága
Bálint Gábor 1844. március 13-án született egy kis székely faluban, Szentkatolnán. Már gyerekkorától kezdtek „ráragadni” a nyelvek: édesapjától megtanult németül, majd sorra elsajátította az ókori klasszikus nyelveket: a hébert, a görögöt és a latint, majd nyugati nyelveket is. Mire leérettségizett, már tizenkét nyelven beszélt. Ezt követően Bécsben, majd Pesten tanult. Érdeklődése ekkor kezdett a keleti nyelvek tanulmányozása felé irányulni, melyben szerepet játszott a székelység eredetének megtalálására irányuló igyekezete és példaképének, Kőrösi Csoma Sándornak hatása.
Megismerkedett a kor híres magyar turkológusával, Vámbéry Árminnal, aki támogatta a tehetséges ifjút, s nagy hatással volt rá. Bálint nemsokára írt egy török nyelvtankönyvet is. Másik meghatározó élmény volt számára, amikor joghallgatóként a pesti egyetemen megismerkedett Fogarasi János akadémikussal, aki éppen a magyar nyelv szótárát szerkesztette. Sőt, éppen akkor a Magyar Tudományos Akadémia keresett egy fiatal nyelvtudóst, aki elutazna az Orosz Birodalomba, hogy a mongol és a mandzsu nyelvet tanulmányozza. Fogarasi ajánlására Bálint Gábort küldték ki, aki 1871-ben kezdte meg oroszországi kutatómunkáját.
Legelőbb a kazányi tatárok közt gyűjtött nyelvi anyagot, s már itt elkezdte a nyugat-mongol kalmük nyelvet tanulni. 1871 szeptemberétől 1872 májusáig Asztrahánban folytatta terepmunkáját a kalmükök között, jelentős nyelvi anyagot gyűjtve. Ezután visszatért Szentpétervárra, hogy ott tovább tanulmányozza a mongol és a finnugor nyelveket. Bár az MTA által kitűzött feladatában szerepelt a Mongóliába való utazás, s az ottani mongol nyelv tanulmányozása, Bálint ekkor már kevéssé hajlott erre (elegendőnek vélte a kalmük gyűjtés anyagát), de végül 1873 februárjában mégis folytatta útját Mongólia felé, s 1873 áprilisában megérkezett Urgába, ahol 5 hónapon keresztül gyűjtött nyelvi (főleg halha) anyagot.
Bálint Gábor nagy reményekkel jött haza, magántanári kinevezést kapott a pesti egyetemen, s beszámolóinak hallatán többen, köztük Vámbéry Ármin, Hunfalvy Pál és Ballagi Mór a Magyar Tudományos Akadémia külső tagjának is ajánlotta a tehetséges keletkutatót. Páratlan nyelvtehetségét azonban csak rövid ideig kamatoztathatta Budapesten. Fogarasi János halála után egy ideig Arany János támogatta, de budapesti karrierje hamar véget ért, egyetemi állása megszűnt (ebben személyes ellentétek is szerepet játszhattak). Bálint 1879-ben bejelentette, hogy önkéntes száműzetésbe vonul, és el is hagyta az országot.
Tizenkét éves külföldi munkája során változatos munkákat kapott. Az oszmán birodalomban fontos bizalmi állásokat nyert el. Feleségével, Spielmann Rozáliával bejárta a Közel-Keletet és Európa déli részét, ahol újabb nyelveket tanult meg. Obrusánszky Borbála 2006-os előadásában találhatunk arra adatot, hogy a magyar tudósok, köztük Jakab Elek székely származású akadémikus megpróbálta felkutatni Bálint Gábor tartózkodási helyét. Az 1890-es években értesülhettek, hogy az athéni egyetemen arab nyelvet oktat. Külföldi sikerei ellenére hazánkban mégsem ismerték el igazán. Bálint ugyanis tagadta a magyar nyelv finnugor eredetét, ugyanakkor a 19. század végi ugor-török háborúban a török eredeztetést sem fogadta el, azt állítva, hogy a magyar az általa turáninak nevezett nyelvek egyik önálló ága.
Az 1890-es években a székelyek Jakab Elek történész vezetésével mozgalmat indítottak, hogy hazahívják Bálintot. Először az Akadémián próbálkoztak, majd végül a kolozsvári Ferenc József Tudományegyetem urál-altaji tanszékének élére kapott kinevezést. 1893-ban foglalta el állását, tizenkilenc évig tanított itt. Ekkor Kolozsvárott a diákok olyan nyelveket ismerhettek meg, mint sehol Európában. Bálint a városban kiváló lehetőséget kapott: az Erdélyi Múzeum c. folyóirat leközölte tanulmányait, majd ott jelentek meg kaukázusi, kabard tanulmányai is. 1901-ben megjelent művében a magyar honfoglalást kísérelte meg újraértékelni.

## Élete dátumokban
- 1871–1874 között Oroszországban járt.
- 1875–1877 között a Budapesti Egyetem (ma ELTE) magántanára volt, majd részt vett gr. Széchenyi Béla indiai expedíciójában.
- 1879–1892 között önkéntes száműzetésbe vonult, az oszmán birodalomban dolgozott, majd Dél-Európa városaiban egyetemeken tanított.
- 1893–1912 között a kolozsvári egyetem urál-altaji tanszékének egyetemi tanára. 1895-ben a Zichy-expedíció tagjaként a Kaukázusban járt.
- 1913. május 26-án váratlanul, Temesváron halt meg.

## Mai megítélése és emlékezete

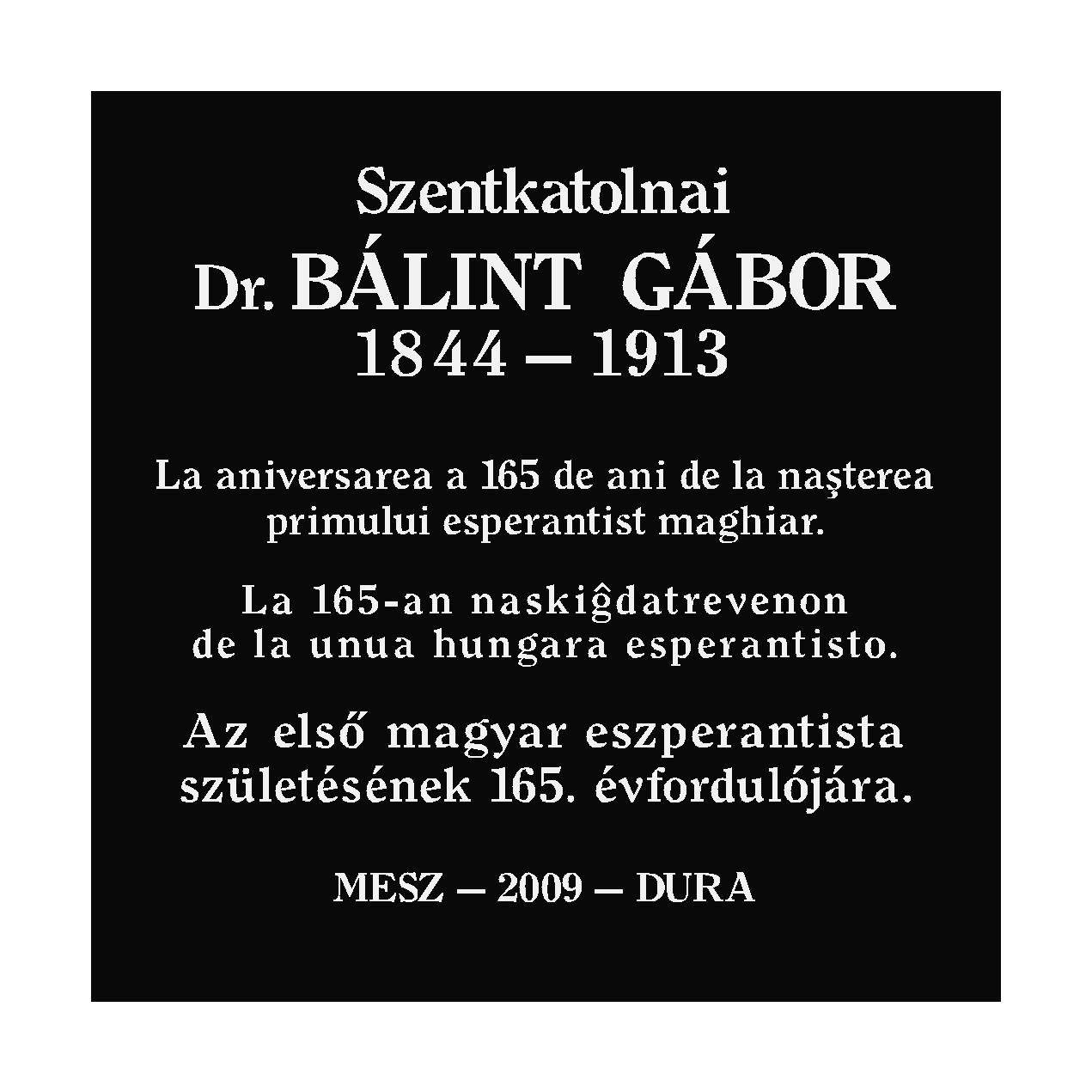
Emléktáblája három nyelven Szentkatolnán (DURA ajándéka, 2009)

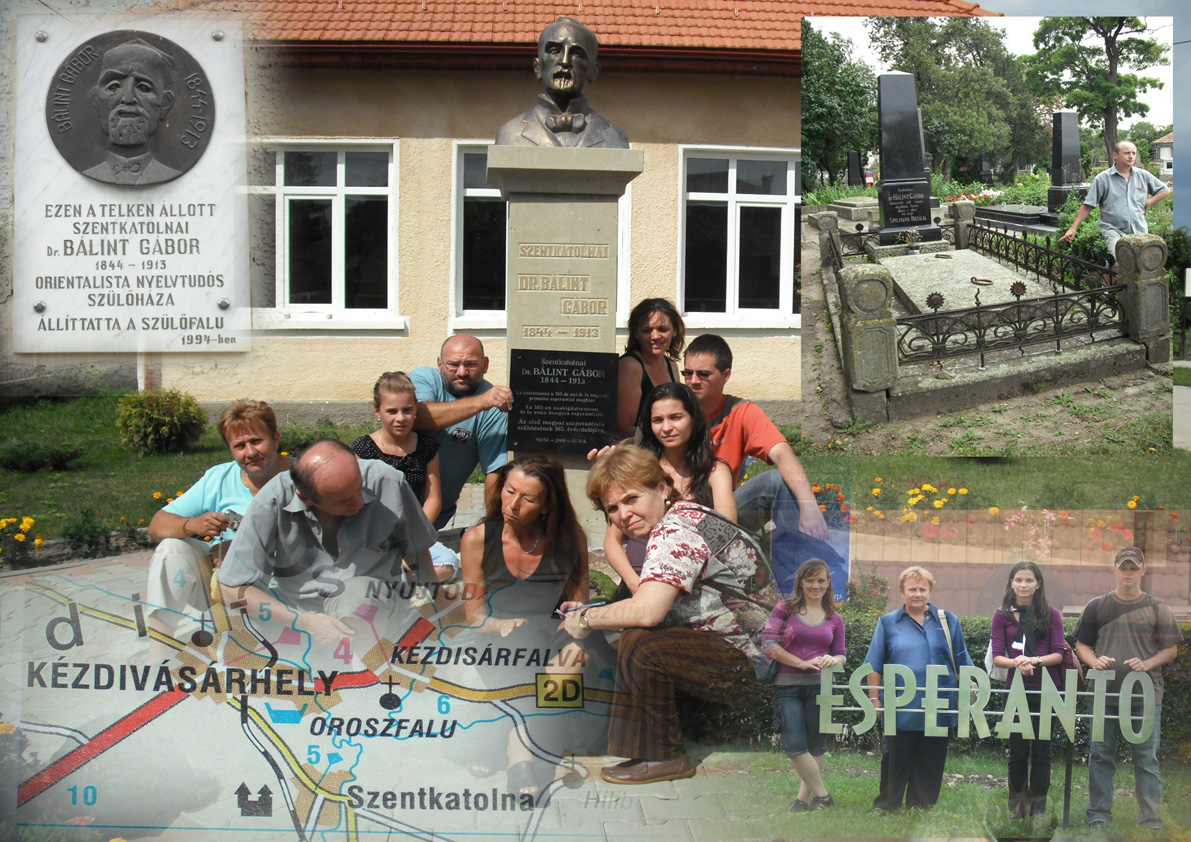
Bálint Gábor emlékhelye szülőfalujában, Szentkatolnán

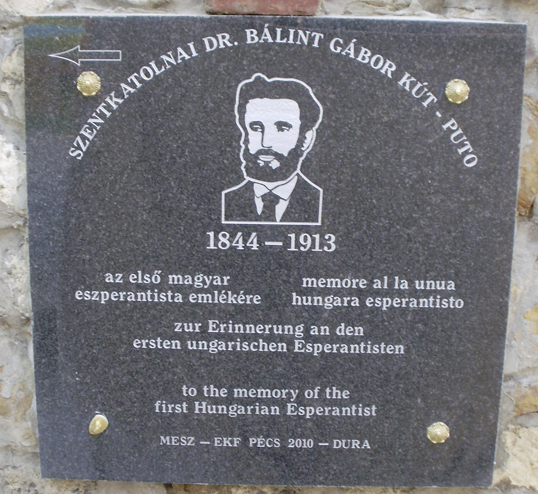
Emléktáblája a pécsi Eszperantó Parkban (2010)

Bálint Gábor tudományos megítélése kettős: nyelvi anyaggyűjtései és nyelvleírásai értékes és pontos források, de nyelvhasonlítási kísérletei és magyar őstörténeti témájú írásai nem állják ki a tudományosság próbáját, s hazafias érzelmei sokszor befolyásolták írásait a tudományos megközelítés rovására. Miközben élete során számos nyelvvel ismerkedett meg, ezek közül többnél is összefüggést feltételezett a magyarral, így előbb a mongollal, később a tamil, majd a kabard nyelvvel rokonította a magyar nyelvet.
Nyelvtehetsége egyedülálló, tatár, mongol, tamil és kabard nyelvleírásai alapos és gondos munkáról tanúskodnak, s nyelvi gyűjtései igen értékes anyagot jelentenek a mai kutatás számára is (ezek részben már kiadásra is kerültek neves tudósok által, részben pedig feldolgozás alatt állnak). Nyelvhasonlítási ötletei és módszerei azonban már Bálint korában is meghaladottnak számítottak, s ma csupán tudománytörténeti érdekességnek tekinthetők. Mongol-magyar szóhasonlításai között számos helyes, igazolható párhuzam is szerepel, melyeket későbbi kutatók is alátámasztottak és felhasználtak munkáikban, de nagy részük megalapozatlan, s az általa alkalmazott módszerek nem alkalmasak nyelvi kapcsolatok tudományos igazolására. A Bálint műveiben szereplő, ma is elfogadottnak tartott párhuzamok nem közvetlen mongol-magyar nyelvi érintkezés eredményei, hanem török eredetűek mindkét nyelvben, vagy török közvetítésű mongol szavak kerültek a magyarba (néhány eredetileg mongol szó nem mutatható ki mai török nyelvekből, de valószínűbb, hogy csak kikoptak az idők során, s nem indokolják közvetlen magyar-mongol kapcsolat feltételezését).[forrás?]

## Bálint Gábor első igazi méltatása
Erre 1944-ben került sor Kolozsvárott. Ezt követően Szentkatolna tanítója, Bakk Pál 1969-ben közreadta a róla gyűjtött helyi megemlékezéséket. Magyarországon előbb Kara György foglalkozott Bálint Gábor anyagaival (kiadta levelezése egy részét, az Akadémiának írt jelentését stb.), majd Bese Lajos és Nagy Lajos adott ki kisebb részleteket mongol népköltészeti gyűjtéseiből. Volgai tatár gyűjtését Berta Árpád dolgozta fel és adta ki 1988-ban, míg az 1990-es évek óta Birtalan Ágnes készíti kiadásra kalmük és halha gyűjtéseit és nyelvi anyagát. Erdélyben Dr. Borcsa János irodalomtörténész kutatja Bálint Gábor tevékenységét, több publikáció is napvilágot látott tőle. Dr. Obrusánszky Borbála, történész-keletkutató két tudományos konferenciát szervezett a székely kutató emlékének felelevenítése céljából. 2007-ben napvilágot látott a Bálint Gáborral foglalkozó kutatók írásait tartalmazó kötet. A rendszerváltást követően, a szentkatolnai iskola felvette Bálint Gábor nevét, majd az erdélyi értelmiségiek Dr. Borcsa János szervezésében 1994-ben, születésének 150. évfordulóján Szentkatolnán és Kolozsvárott tudományos ülést tartottak.
Szülőfalujában, Szentkatolnán máig nagy kultusz övezi a tudóst. A faluban létrehoztak egy egyesületet, amely folyamatosan életben tartja emlékét. Az iskola tanára, Borcsa János szintén szívén viseli egykori földije emlékét, kis kiadója eddig két könyvet jelentetett meg róla, és most[mikor?] készíti elő harmadik kötetét. Közben a baptista egyház lelkésze, Zágoni Jenő összegyűjtötte és 2005-ben kiadta Bálint Gábor leveleit és a vele kapcsolatos dokumentumokat. 2006 decemberében tiszteletére nemzetközi konferenciát rendeztek Budapesten. 2009-ben jelent meg Birtalan Ágnes szerkesztésében Bálint Gábor angol nyelvű nyugati- és keleti-mongol nyelvtanának kézirata fakszimile kiadásban, valamint 2011-ben kalmük nyelvi gyűjtésének anyaga (facsimile, angol fordítás és magyarázatok).

### Róla készülteszperantáliák
- 2009. június 13-án egész alakos szobrát avatták fel Szentkatolna központjában.[6]
- 2010. május 24-én a pécsi Eszperantó Parkban emléktáblát állítottak tiszteletére.
- 2012. július 19-én Szekszárdon az újvárosi római-katolikus templom melletti parkban a Nemzetközi Katolikus Eszperantista Szövetség 65. kongresszusának keretében táblát avattak tiszteletére.[7]

## Művei
- Bálint Gábor: Jelentés az Akadémiához. In: Akadémiai Értesítő. V. (1871) pp. 244–245.
- Bálint Gábor levele Fogarasi Jánoshoz 1871. szeptember 2. In: Akadémiai Értesítő V. (1871) pp. 241–244.
- Bálint Gábor levele Fogarasi Jánoshoz 1872. június 17. In: Akadémiai Értesítő VI. (1872) pp. 208–210.
- Bálint Gábor levele Fogarasi Jánoshoz 1872. július 16. In: Akadémiai Értesítő VI. (1872) pp. 210–211.
- Bálint Gábor levele Fogarasi Jánoshoz 1872. szeptember 5. In: Akadémiai Értesítő VI. (1872) pp. 211–212.
- Bálint Gábor levele Fogarasi Jánoshoz 1873. április 12. In: Akadémiai Értesítő VII. (1873) pp. 155–156.
- Bálinth Gábor jelentése Oroszország- és Ázsiában tett utazásáról és nyelvészeti tanulmányairól : melléklet öt khálymik dano hangjegye, Budapest, 1874
- Kazáni-tatár nyelvtanulmányok, Budapest, 1875
- Bálint Gábor Jelentése Oroszország- és Ázsiában tett utazásáról és nyelvészeti tanulmányairól. Melléklet öt khálymik dano hangjegye. In: Értekezések a Magyar Tudományos Akadémia Nyelv- és Széptudományi Osztálya köréből. IV. (1875) pp. 1–19.
- Bálint Gábor: Török nyelvtan (alak-, mondattan, olvasókönyv és szótár). Kézikönyvül és magántanulásra. Budapest, 1875
- A mandsuk szertartásos könyve, Budapest, 1876
- Bálint Gábor: Az éjszaki burját-mongol nyelvjárás rövid ismertetése. In: Nyelvtudományi Közlemények XIII. (1877) pp. 169–248.
- Bálint Gábor: Párhuzam a magyar és mongol nyelv terén. Madsar Monghol khojor khele adalitkhakho bicsik. (Magyar mongol két nyelvet egyenlítő irat). Budapest, Hornyánszky Victor, 1877
- Bálint Gábor: A tamul nyelv a turáni nyelvek sanskritja, 1888
- Bálint Gábor: Mutatvány a mongol népköltészetből. In: Ethnographia. II. (1891) pp. 138–141.
- Bálint, Gábor: Mongolische Anekdoten. Aus dem Volksmunde aufgezeichnet und mitgeteilt von Gabr. Bálint de Szt.-Katolna. In: Ethnologische Mitteilungen aus Ungarn. IV. (1895) pp. 70–71.
- Szentkatolnai Bálint Gábor, Válogatott írások. Szerkesztette és kiadta: Zágoni Jenő. Budapest, 2005
- A magyar nyelv Dél-Indiában; Szentkatolnai Bálint Gábor tamil-magyar szóegyeztető szótárát mai magyar nyelvezetre igazította és az ismertető fejezeteket írta Tharan-Trieb Marianne; Fríg, Pilisszentiván, 2008